# Blonde Ambition
Blonde Ambition is een Amerikaanse komedie uit 2007. De film handelt over een jongedame die vanuit het Amerikaanse platteland naar New York verhuist en het daar probeert te maken. Blonde Ambition vertoont in die zin overeenkomsten met de film Working Girl uit 1988. In tegenstelling tot die laatste film faalde Blonde Ambition echter aan de bioscoopkassa's, maar behaalde nog behoorlijke inkomsten in de verhuursector.

## Verhaal
Als Katie Gregerstitch haar vriend Billy gaat opzoeken in New York betrapt ze hem in bed met een andere vrouw. Daarop laat Billy Katie vallen waarop die laatste bij haar vriendin Haley gaat logeren. Die overtuigt haar niet bij de pakken te blijven zitten en een zelfstandig leven op te bouwen. Als Haley op een dag op auditie moet neemt Katie haar baantje als bode over. Zo belandt ze voor een aflevering bij een groot bouwbedrijf.
De onderdirecteur van dat bedrijf, Debra, aast op de job van haar baas Richard en heeft het plan opgevat Richard middels sabotage buiten te werken. Om zichzelf daarbij een handje te helpen zorgt ze ervoor dat Richards secretaresse ontslagen wordt en dat de naïeve Katie haar plaats inneemt. Katie ontmoet intussen Ben, die als postbode in het gebouw werkt, en raakt bevriend met hem.
Na een door toedoen van Debra verloren contract wordt Katie ontslagen, maar middels haar charmes krijgt ze van Richard een tweede kans. Als ze erin slaagt een groep Noorse investeerders te doen toehappen wordt ze door Richard in vertrouwen genomen over een belangrijk vertrouwelijk project. Debra ontfutselt Katie echter de vertrouwelijke informatie en zorgt er zo voor dat de raad van bestuur Richard ontslaat.
Inmiddels heeft Katie ontdekt dat Ben in feite Richards zoon is. Samen met hem bedenkt ze een list om Debra alsnog te slim af te zijn. Als Debra het project voorstelt aan de investeerders stuurt ze Haley en enkele vrienden die zich voordoen als de investeerders. Terzelfder tijd presenteert ze haar eigen voorstel aan de echte investeerders, die tevreden toehappen. Als Debra de misleiding in de gaten krijgt gaat ze door het lint en wordt op haar beurt aan de deur gezet.

## Rolbezetting
| Acteur              | Personage          | Opmerkingen                |
| ------------------- | ------------------ | -------------------------- |
| Jessica Simpson     | Katie Gregerstitch | Hoofdpersonage             |
| Luke Wilson         | Ben Connelly       | Postbode                   |
| Rachael Leigh Cook  | Haley              | Katies nichtje             |
| Drew Fuller         | Billy              | Katies verloofde / ex      |
| Willie Nelson       | Pap Paw            | Katies grootvader          |
| Larry Miller        | Richard Connelly   | Directeur en Bens vader    |
| Karen McClain       | Betty              | Richards (ex-)secretaresse |
| Penelope Ann Miller | Debra              | Onderdirecteur             |
| Andy Dick           | Freddy             | Debra's assistent          |